# Шарапанівська сільська рада
| Шарапанівська сільська рада — орган місцевого самоврядування у Крижопільському районі Вінницької області з адміністративним центром у с. Шарапанівка. Сільській раді підпорядковані населені пункти: - с. Шарапанівка |

## Склад ради
Рада складається з 12 депутатів та голови.

## Керівний склад сільської ради
| ПІБ                        | Основні відомості                                                 | Дата обрання | Дата звільнення |
| -------------------------- | ----------------------------------------------------------------- | ------------ | --------------- |
| Янковий Володимир Іванович | Сільський голова, 1962 року народження, освіта, безпартійний      | 26.03.2006   | 31.10.2010      |
| Янковий Володимир Іванович | Сільський голова, 1962 року народження, освіта вища, безпартійний | 31.10.2010   |                 |

Примітка: таблиця складена за даними джерела